# 朱宇滬
新野榮僖王朱宇滬（1482年—1553年），明朝唐藩第四代新野王，新野宣懿王朱彌鎘嫡長子。

## 生平
弘治四年（1491年）七月，獲賜名宇滬。後封新野王長子。弘治十年（1497年）五月，新野宣懿王朱彌鎘去世。弘治十二年（1499年）十月，朱宇滬襲封新野王。
嘉靖二年（1523年）十一月，朱宇滬之弟鎮國將軍朱宇淡及堂兄弟奉國將軍朱宇淙、朱宇濢、朱宇溱因暴横貪婬被降為庶人。
嘉靖三十二年（1553年）九月，朱宇滬去世，享年七十二歲，諡號榮僖。三年後，嫡長子朱宙𣑁襲爵。

## 家庭

### 妻
- 劉氏，兵馬副指揮劉濡女，弘治十七年（1504年）十二月冊為新野王妃[8]。

### 子
- 嫡長子：新野王長子→新野康靖王朱宙𣑁